# Swisher (Iowa)
Swisher es una ciudad ubicada en el condado de Johnson en el estado estadounidense de Iowa. En el Censo de 2010 tenía una población de 879 habitantes y una densidad poblacional de 415,91 personas por km².

## Geografía
Swisher se encuentra ubicada en las coordenadas 41°50′39″N 91°41′38″O / 41.84417, -91.69389. Según la Oficina del Censo de los Estados Unidos, Swisher tiene una superficie total de 2.11 km², de la cual 2.11 km² corresponden a tierra firme y (0%) 0 km² es agua.

## Demografía
Según el censo de 2010, había 879 personas residiendo en Swisher. La densidad de población era de 415,91 hab./km². De los 879 habitantes, Swisher estaba compuesto por el 97.84% blancos, el 0.8% eran afroamericanos, el 0.11% eran amerindios, el 0.57% eran asiáticos, el 0% eran isleños del Pacífico, el 0.57% eran de otras razas y el 0.11% pertenecían a dos o más razas. Del total de la población el 1.02% eran hispanos o latinos de cualquier raza.